# Volema
Volema is een geslacht van weekdieren uit de klasse van de Gastropoda (slakken).

## Soorten
- Volema myristica Röding, 1798
- Volema pyrum (Gmelin, 1791)